# Лејквју Хајтс (Кентаки)
Лејквју Хајтс (енгл. Lakeview Heights) град је у америчкој савезној држави Кентаки.

## Демографија
По попису из 2010. године број становника је 185, што је 66 (-26,3%) становника мање него 2000. године.
| Група             | 2000.       | 2010.       |
| Белци             | 245 (97,6%) | 182 (98,4%) |
| Афроамериканци    | 0 (0,0%)    | 1 (0,5%)    |
| Азијати           | 0 (0,0%)    | 0 (0,0%)    |
| Хиспаноамериканци | 4 (1,6%)    | 1 (0,5%)    |
| Укупно            | 251         | 185         |